# ソニック・ザ・ヘッジホッグ (1991年のゲーム)
『ソニック・ザ・ヘッジホッグ』 (SONIC THE HEDGEHOG) は、セガ・エンタープライゼス（現・株式会社セガ）が1991年7月26日に発売したメガドライブ用アクションゲーム。ソニックシリーズ第1作。略称はソニック1。
100万本以上の売り上げが見込めるソフトとして開発され、本体同梱版 (北米版) を含め、全世界で1500万本以上を売り上げた。なお、アメリカのジェネシス（日本国外版メガドライブ）では同年6月23日、日本より先に発売された。国外版の内容は概ね日本版と同じだが、演出やボーナスなどに微妙な差異がある。
また、日本国外では同名タイトルだが内容の異なるSEGA MASTER SYSTEM版（日本ではゲームギア用ソフトとして）が開発・リリースされている。本項では同版についても「#8ビット版」の節で併せて解説する。
BGMはDREAMS COME TRUEの中村正人により作曲され、一部の曲がNEW UFOキャッチャーでも使用されている（後節も参照）。

## ゲーム内容
音速のハリネズミ「ソニック」が、悪の科学者「ドクター・エッグマン」から故郷「サウスアイランド」を守るために活躍する、サイドビュージャンプアクションゲーム。
これまでの横スクロールアクションゲームでは見られなかった、高速で動くキャラクターが大きな魅力である。難易度は高めだが、十字キー以外はジャンプのみというシンプルな操作方法に加え、「リング」を1個でも持っていればダメージを食らっても即死せずにリングがばら撒かれ、さらにそのリングはその場で回収できるという、初心者に配慮したシステムとなっている。
また、タイトル画面であるコマンドを入力すればデバッグモードとなり、オブジェクトを自由に配置して遊ぶことができる。日本版と海外版でデバッグモードの入力コマンドは異なっている。
このモードで遊ぶと、TIMEが正しく表示されない（時間制限が無い）、TIME表示の上に別の数値が表示される、リング0の時にダメージを食らってもミスにならない、などの効果があるが、通常ではミス判定がない場所でミスになる場合がある。しかし落下などでミスになるのは通常と変わらない。また、リザルト画面でのスコア表示のスキップが出来ない。
3DS版などの移植版でもこのモードはそのままである。

### アイテム
ビッグ10リング
リングが10枚増える。
ハイスピード
一定時間、移動速度が速くなる。
1UP
残り人数（残機）が1人増える。
無敵
一定時間、光のバリアが身を包み、無敵となる。デバッグモードでは稀にこの無敵状態の時間制限がなくなることがある（無敵状態のBGMがずっと続く）。
バリア
1回だけダメージを守ってくれる。

## 設定

### ストーリー
物語の舞台であるサウスアイランドは宝石や遺跡の宝庫であり、全ての生物にエネルギーを与え、科学技術により核兵器やレーザー兵器に利用できる超物質"カオスエメラルド"が眠る島といわれている。しかしサウスアイランドは動き回っている島であり、島が作り出す歪みの中にカオスエメラルドは存在するため、手に入れる方法はわかっていない。
そんなある日、世界征服を企む悪の天才科学者"ドクター・エッグマン"とその一味が島の全てを掘り返してでもカオスエメラルドを手に入れるべくサウスアイランドへとやって来た。ドクター・エッグマンは島の一角に巨大要塞を建設し開発に乗り出した。
エッグマンがサウスアイランドへ上陸したという噂を聞きつけ、"ソニック"が駆けつけた。これまでもドクター・エッグマンの嫌がらせを毎回上手くあしらってきたソニックだったが今回は様子が違う。ドクター・エッグマンは島の動物たちを自らの思い通りに動くロボットに変え、島中をソニックの敵にしてしまった。

### ステージ構成
ゲームの舞台はサウスアイランドという島である。ゲームは最終ゾーンを除いて6つのゾーンがあり、各ゾーンはそれぞれ3つのアクトと呼ばれるステージに区切られている。
各ゾーンのアクト3では最終地点でドクター・エッグマンとの対決がある。基本的に奇数ゾーンは高速で駆け抜ける構成、偶数ゾーンは仕掛けが多く、じっくりと進んでゆく構成になっている。
また、これらのステージとは独立して、後述するスペシャルステージというものも存在する。
ZONE1 GREEN HILL ZONE（グリーンヒルゾーン）
海の見える草原地帯。360度ループやS字トンネルなど、スピード感が溢れる構成となっている。ソニック10周年記念となる『ソニックアドベンチャー2』・『ソニックアドベンチャー2バトル』には、完全クリアしたプレイヤーへのご褒美として、アクト1を3Dで再現したステージが収録されている。20周年記念作品『ソニック ジェネレーションズ』では白の時空・青の冒険共通の第1ステージとして登場し、クラシックパートはオリジナル版に似たステージになっているがモダンパートでは白の時空では3Dで再現されている。また、クラシックパートのBGMは原曲を意識したアレンジがされていた（幡谷尚史がリミックスを担当した）がモダンパートではBGMが大幅アレンジされている（瀬上純がリミックスを担当した）。2017年に発売された『ソニックマニア』『ソニック フォース』でもステージとして登場した。『マニア』ではマニア用に原曲を新たにアレンジしたバージョンがBGMとして使用されたが、『フォース』では完全新規の楽曲となっている。
ソニックがゲスト出演した任天堂製作のゲーム『大乱闘スマッシュブラザーズX』にも対戦用ステージとして登場しており、BGMも原曲のままこのステージのBGMに採用された。また、続編『大乱闘スマッシュブラザーズ for Nintendo 3DS』にも引き続き登場した。
ソニック自身は登場しないものの、電撃文庫キャラが主体の格闘ゲーム『電撃文庫 FIGHTING CLIMAX』でステージ背景として登場（ただしステージ名は「ソニック・ザ・ヘッジホッグステージ」名義）。
ZONE2 MARBLE ZONE（マーブルゾーン）
遺跡地帯で、地下神殿の内部がメインとなる。至る所に溶岩が溢れており、滝のように落ちてきたり、ソニックの背後から迫ってきたりする。巨大な分銅や崩れる足場、地面や壁から針が突き出すなどのトラップもある。溶岩に落ちても即ミスではなく、敵に触れたときと同様、リングをばらまき、拾えばミスを回避できる。
ZONE3 SPRING YARD ZONE（スプリングヤードゾーン）
エキゾチックな建物が並ぶ夕焼けの街。ボビン（バンパー）やバネといったピンボール台のようなギミックが数多く設置されている。
至る所にトゲつきの鉄球も設置されており、スロープでスピードを出すと危険である。
ZONE4 LABYRINTH ZONE（ラビリンスゾーン）
水没した迷宮の内部を移動する。水中では泡がある息継ぎポイントで息継ぎをしないと溺れてしまう。音楽が変わって約12秒（5のカウントダウン）が経過すると溺れてミスとなる。
デバッグコマンドを入力してこのステージをデバッグモードでプレイする際、地上でソニックをオブジェクト配置モードに切り替えてオブジェクトに変換し、そのまま水中に持っていき、水中でオブジェクト配置モードを解除してソニックの状態に戻すと、息継ぎの必要がなくなる。ただしソニックのまま地上に戻り、上記の操作をせずに再度水中に入るとこの効果は消える。
ZONE5 STAR LIGHT ZONE（スターライトゾーン）
夜の都市を疾走するゾーン。ループや坂道が多く、非常にスピードを出せる構造となっている。
ZONE6 SCRAP BRAIN ZONE（スクラップブレインゾーン）
エッグマンの秘密基地。アクト毎にステージ内容が大きく異なり、公害の街、基地の内部、地下洞窟（ラビリンスゾーンの色違い）と進んでいく。
ZONE7 FINAL ZONE（ファイナルゾーン）
エッグマンとの最終決戦が行なわれる基地最深部。リングが一つも無いので、1回でも攻撃を受けるとミスとなる。

### スペシャルステージ
リングを50枚以上所持している状態でアクト1&2のゴールまで行くと、大きなリング（スペシャルリング）が出現する。これに触れるとスペシャルステージが始まる。このステージではカオスエメラルドが取得できる。カオスエメラルドを全て獲得した状態でクリアすると、多少内容が変化した真のエンディングが見られる。また、スペシャルステージでリングを50個以上集めるとコンティニュー回数が1回増える。
スペシャルステージは丸まった状態になったソニックを画面の中心に、周囲の迷路が回転する。迷路の最深部にはカオスエメラルドが安置されているが、前述のとおり迷路は回転し、触れると強制終了になるトラップなども設置されている。

## 敵キャラクター
ドクター・エッグマン
世界征服を企む科学者。各ゾーン（ゾーン6を除く）の最後で、飛行するエッグモービルに乗ってボスとして登場する。以下に挙げる敵キャラクターはすべてエッグマンが製造したロボットで、ボムを除き、島に住む動物達が改造されている。
モトラ
ゾーン1に出現。テントウムシ型ロボット。同じところを往復している。
ビートン
ゾーン1・2・3に出現。ハチ型ロボット。素早く飛行し、斜め下に弾を撃ってくる。ソニックアドベンチャー2のグリーンヒルステージでも登場している。
バタバタ
ゾーン1に出現。魚型ロボット。水中から真上に飛び出して噛み付いてくる。ビートンと同じく、ソニックアドベンチャー2のグリーンヒルステージでも登場している。
ガニガニ
ゾーン1・3に出現。カニ型ロボット。動きは遅いが、時々左右両方に弾を撃つ。
メレオン
ゾーン1に出現。カメレオン型ロボット。普段は透明で、ソニックが近付くと姿を現す。体色は2種類あり、青い個体は突進し、緑色の個体は弾を1発だけ撃って攻撃する。
ナール
ゾーン2・6に出現。イモムシ型ロボット。ゆっくりと移動してるだけだが、とげのついた胴体に触るとダメージを受けてしまう。頭を狙うか、前方からスピンアタックで倒す。
バサラン
ゾーン2に出現。コウモリ型ロボット。普段は天井に留まっていて、ソニックが接近すると体当たりしてくる。
アルマ
ゾーン3に出現。アルマジロ型ロボット。坂道を高速で転がってくる。この間はダメージを与えられない。
ヤドリン
ゾーン3に出現。ヤドカリ型ロボット。機体上部にとげがついていて、上から倒そうとするとダメージを受けてしまう。安全に倒すためには、前後からスピンダッシュで倒すのが良い。
モグリン
ゾーン4・6に出現。モグラ型ブルドーザーロボット。口がドリルになっている。地中に潜んでおり、ソニックが近付くと飛び出してくる。
ウニダス
ゾーン4・6に出現。赤いボールロボット。4つのとげ付きの弾を自分の周りに回転させている。ソニックが近付くとこの球を撃ちだしてくる。
プクプク
ゾーン4・6に出現。魚型ロボット。水中をゆっくりと泳いでいる。
ウニウニ
ゾーン5に出現。緑色のボールロボット。ウニダスと外見は似ているが、体色が異なり、とげ付きの弾の色は黄色。ウニダスと異なり弾を撃ちだして来ないので、攻撃しようとするとダメージを受けてしまう。
ボム
ゾーン5・6に出現。テントウムシ型爆弾ロボット。ソニックが近付くと自爆する。こちらから攻撃しようとしてもダメージを受けてしまい、倒すことはできない。本作品のロボットの中で、唯一小動物が中に入っていない。
トントン
ゾーン6に出現。ブタ型ロボット。坂道の上に待機して爆弾を転がしてくる。

## 移植版
- 特記の無い場合はメガドライブ版の移植（エミュレーション作品も含む）。
- 本作も含めたソニックシリーズ作品を多数収録したオムニバス系作品については、関連項目の節を参照。

| No. | 発売日                                           | 対応機種                                                                     | タイトル                                                                | 開発元                          | 発売元       | メディア | 型式                                                                           | 価格            | 売上本数 | 備考                                                                                  |
| --- | ------------------------------------------------ | ---------------------------------------------------------------------------- | ----------------------------------------------------------------------- | ------------------------------- | ------------ | --- | ------------------------------------------------------------------------------ | --------------- | -------- | ------------------------------------------------------------------------------------- |
| 1   | 1997年6月20日 1997年8月22日 1997年8月28日        | セガサターン                                                                 | ソニック ジャム                                                         | ソニックチーム                  | セガ         | CD-ROM | GS-9147 81079 MK81079-50                                                       | 4,800円（税別） |          |                                                                                       |
| 2   | 1998年7月23日                                    | セガサターン                                                                 | サタコレ ソニックジャム                                                 | ソニックチーム                  | セガ         | CD-ROM | GS-9200                                                                        |                 |          | 廉価版                                                                                |
| 3   | 2001年6月18日                                    | iアプリ                                                                      | ソニックカフェ ソニック・ザ・ヘッジホッグ                               | ソニックチーム                  | セガ         | ダウンロード |                                                                                |                 |          |                                                                                       |
| 4   | 2002年11月10日 2002年12月19日 2003年3月7日       | ゲームキューブ                                                               | ソニック メガコレクション                                               | ソニックチーム                  | セガ         | 光ディスク | DOL-GSOE-USA DOL-P-GSOJ-JPN                                                    | 5,800円（税別） |          |                                                                                       |
| 5   | 2004年11月12日 2004年12月9日 2005年2月4日        | PlayStation 2 Xbox PC                                                        | ソニック メガコレクション プラス                                        | ソニックチーム                  | セガ         | DVD-ROM | PS2: SLUS-20917 SLPM-65758 SLES-52998 XB: SKU-64057 ZD6-00003                  | 4,800円（税別） |          |                                                                                       |
| 6   | 2005年12月6日                                    | FOMA902iシリーズ （iアプリ）                                                 | ソニックカフェ ソニック・ザ・ヘッジホッグ                               | セガ                            | セガ         | ダウンロード |                                                                                |                 |          |                                                                                       |
| 7   | 2006年11月14日                                   | ゲームボーイアドバンス                                                       | Sonic the Hedgehog Genesis                                              | ソニックチーム                  | セガ         | ロムカセット | AGB-P-BIJE                                                                     |                 |          | 日本未発売                                                                            |
| 8   | 2006年11月9日 2006年12月6日 2006年12月7日        | Wii（バーチャルコンソール）                                                  | ソニック・ザ・ヘッジホッグ                                              | エムツー                        | セガ         | ダウンロード | MAHE MAHJ MAHP                                                                 | 617ポイント     |          | 日本では2015年10月30日 配信・販売終了                                                 |
| 9   | 2007年7月11日                                    | Xbox 360 (Xbox Live Arcade)                                                  | ソニック・ザ・ヘッジホッグ                                              | セガ                            | セガ         | ダウンロード |                                                                                |                 |          |                                                                                       |
| 10  | 2007年12月18日                                   | iOS                                                                          | ソニック・ザ・ヘッジホッグ                                              | セガ                            | セガ         | ダウンロード |                                                                                |                 |          |                                                                                       |
| 11  | 2009年2月10日                                    | PLAYSTATION 3 Xbox 360                                                       | Sonic's Ultimate Genesis Collection/Sega Mega Drive Ultimate Collection | Backbone Entertainment          | セガ         | Blu-ray Disc DVD-ROM |                                                                                |                 |          | 日本未発売                                                                            |
| 12  | 2009年8月21日                                    | BlackBerry                                                                   | SONIC THE HEDGEHOG                                                      | セガ                            | セガ         | ダウンロード |                                                                                |                 |          | 日本未発売                                                                            |
| 13  | 2010年3月2日                                     | ニンテンドーDS                                                               | Sonic Classic Collection                                                | The Creative Assembly Australia | セガ         | ロムカセット |                                                                                |                 |          | 日本未発売                                                                            |
| 14  | 2011年3月2日 2011年3月29日 2011年7月6日          | PlayStation 3 (PlayStation Network)                                          | セガビンテージコレクション ソニック・ザ・ヘッジホッグ                   | セガ                            | セガ         | ダウンロード | NPEB-00478 NPUB-30442 NPJB-00126                                               |                 |          |                                                                                       |
| 15  | 2013年5月15日 2013年12月5日                      | ニンテンドー3DS                                                              | セガ3D復刻プロジェクト ソニック・ザ・ヘッジホッグ                       | エムツー                        | セガ         | ダウンロード |                                                                                | 571円（税別）   |          |                                                                                       |
| 16  | 2013年5月16日                                    | Android                                                                      | ソニック・ザ・ヘッジホッグ                                              | セガ                            | セガ         | ダウンロード |                                                                                |                 |          | 日本国内では現在配信終了                                                              |
| 17  | 2018年5月29日 Switch 2018年12月7日 2018年12月6日 | Linux macOS PlayStation 4 Xbox One Nintendo Switch                           | Sega Genesis Classics                                                   | d3t セガ                        | セガ         | ダウンロード (Steam、PlayStation Store、 Microsoft Store、 ニンテンドーeショップ) BD-ROM Nintendo Switch専用ゲームカード | PS4: CUSA-10828 CUSA-09771 XBO: INL-SE10663080 Switch: HAC-P-AQGKB HAC-P-AQGKA |                 |          |                                                                                       |
| 18  | 2018年9月20日                                    | Nintendo Switch                                                              | SEGA AGES ソニック・ザ・ヘッジホッグ                                    | エムツー                        | セガ         | ダウンロード |                                                                                | 925円（税別）   |          | 海外アーケード版(MEGA PLAY Ver.)も併わせて移植                                        |
| 19  | 2019年9月19日                                    | GENESIS MINI / MEGA DRIVE MINI                                               | SONIC THE HEDGEHOG                                                      | エムツー                        | セガゲームス | プリインストール |                                                                                |                 |          | 本体にあらかじめ収録されている42タイトルの一つ。日本版「メガドライブ ミニ」には未収録 |
| 20  | 2022年6月23日                                    | Nintendo Switch PlayStation 4 PlayStation 5 Xbox One Xbox Series X/S Windows | ソニックオリジンズ                                                      | Headcannon                      | セガ         | ダウンロード |                                                                                | 4,389円（税別） |          | SEGA Forever版の移植                                                                  |

### 代表的な移植事例
携帯電話（フィーチャーフォン）用アプリ
パナソニック製携帯電話機にプリインストールという形で2001年にリリースされた。
携帯電話専用のセガゲームサイト・「ソニックカフェ」で2005年より配信中。
ゲームボーイアドバンス
2006年に北米地域だけで『Sonic the Hedgehog Genesis』というタイトルでリリースされた。
Wii
バーチャルコンソール版として2006年12月2日より配信開始。2008年8月5日よりゲームギア版（マスターシステム版）も配信開始。2012年3月30日で一時配信を停止するが、2013年10月15日より両作とも配信再開。上記一覧表に記載したとおり、2019年1月31日をもって両作とも配信・販売終了。
Xbox 360
Xbox Live Arcade版として2007年7月11日より配信中。
iPhone/iPod（iOSインストール機器）
iTunes Storeより2009年5月21日より配信中。
2013年5月17日にはバージョンアップ版がリリース。「テイルス」・「ナックルズ」でのプレイが可能になったほか、ワイドスクリーン対応・フレームレートの60fps化などが実施された。
PS3
セガビンテージコレクションとしてPlayStation Storeで2011年7月6日より配信中。
Android搭載端末
Android Marketやau one Market（Android用ゲーム）などで「セガネットワークス」社（現在はセガ日本本社に吸収）が2012年より配信。
2013年5月17日にはiOS版同様のバージョンアップ版がリリースされた。
現在はセガ・オブ・アメリカが主導するプロジェクト「SEGA Forever」のシリーズ作品として『Sonic the Hedgehog Classic』という別のAndroidアプリゲームが配信されており、上記の版は配信終了している（『Sonic the Hedgehog Classic』は日本国内ではプレイ不可）。
ニンテンドー3DS
メガドライブ誕生25周年を記念し、『3D ソニック・ザ・ヘッジホッグ』というタイトルで2013年5月15日よりダウンロード専売ソフトとして配信中。オムニバスではないメガドライブ版の単体でのゲーム機リリース移植は、日本国内向けとしては今回が初。セガの「3D復刻プロジェクト」第3弾タイトルでもあり、裸眼立体視に対応しているほか、『ソニック ジャム』版以外では初めてとなるスピンダッシュ能力の付加（初期状態でON、プレイ前にオプションでOFF可）、海外版同時収録、ゲーム途中のセーブ機能、ステージセレクト機能標準実装など、豊富なオプションを搭載している。2015年12月23日発売の『セガ3D復刻アーカイブス2』にも収録される。
Nintendo Switch
2018年9月20日より、Switch用の配信ソフトとして新生したSEGA AGESシリーズの1作として移植・リリース。先述の3DS用「セガ3D復刻プロジェクト」版と移植担当企業が同じであることから、3D映像化がカットされた他は3DS版に近いオプションを実装。
Switch版の独自要素としては、『ソニックマニア』で実装された「ドロップダッシュ」能力の付与（ON/OFF可）、北米の一部地域において、ごく短期間のみ稼働していたアーケード用ゲーム基板「MEGA PLAY」用ソフトとして、タイムアタックモードに近い状態にカスタマイズされたバージョン(MEGA PLAY Ver.)の家庭用ゲーム機初移植、この「MEGA PLAY」版およびオリジナル版「グリーンヒルゾーン ACT1」をクリアする時間を競う全世界ランキングモードの実装など。
復刻、移植の対象として選ばれた理由には、セガを代表する看板タイトルとして、海外でも人気が高かったことなどが挙げられている。リリースに先立つ7月の時点で、開発の進行度について下村一誠は「ベータ版を80%とするなら79％ぐらいでしょうね」と語っていた。「MEGA PLAY」版の移植は奥成洋輔が製作当初から考えており、タイムアタックモードの実装の相談中に提案したものが採用された。

## 8ビット版
1991年10月25日に同名タイトルのソフトが日本国外においてSEGA MASTER SYSTEM用ソフトとして発売され（セガが北米市場で発売した最後のマスターシステム用ゲームタイトル）
、同年12月28日にはゲームギア用ソフトとして日本でも発売された（ゲームギア版は日本国外でも発売）。ただし、内容はメガドライブ版と大きく異なり、タイトルこそ同名だが兄弟作品のような関係である。BGMは『ザ・スーパー忍』（1989年）や『ベア・ナックル』（1991年）で話題を集めた古代祐三が担当した。ゲームギア版の初期出荷分にはロムカセットのラベルに対戦モードがあることを示すアイコンがミスプリントされたものがあり、白シールを上張りして隠していた。
2008年8月5日より2015年10月30日までWiiのバーチャルコンソールで配信していた。（日本国外版のマスターシステム用ソフトデータを使っているため、ゲームギア版とは画面サイズなどに微妙な違いがあった）。また、2013年12月4日よりニンテンドー3DSのバーチャルコンソールでゲームギア版が配信されたが、2023年3月28日にニンテンドー3DS向けのニンテンドーeショップのサービス終了に伴い、配信終了した。
2020年10月6日には、セガ自ら発売するゲームギアの復刻ゲーム機「ゲームギアミクロ」（の一つ「ブラック」）にプリインストールされた4作品の一つとして収録された。

### 概要
操作方法やシステムはメガドライブ版と同じだが、ステージとスペシャルステージが完全な別物になっている。リングを持った状態でダメージを食らっても即死にならないが、ダメージを受けるとリングが落ちていき、再び回収できないため、難易度が上がっている。また、リングを100個集めると残機が1機増えるが、リングが0に戻る。
敵を倒した際に出てくる動物は省略されている。また、ゾーン1-6のどこかに隠された6つのカオスエメラルドをすべて集めた状態でクリアすると真のエンディングが見られる。メガドライブ版に無かった点として、ミスした際の専用BGMが流れるようになった。反面、ゲームオーバー時のBGMは消滅した。

### ゲーム内容

#### アイテム
ビッグ10リング
リングが10枚増える。
ハイスピード
移動速度が速くなる。
1UP
残り人数が1人増える。スペシャルステージでも入手できる。一度取ると消えてしまい、ミスしても再度取ることができない。
無敵
光のバリアが身を包み、無敵となる。
バリア
1回だけダメージを守ってくれる。アクトをクリアしても、バリアはなくならない。
チェックポイント
ミスした際、チェックポイントを取った所から再開できる。再開するとチェックポイントのアイテムが復活するため、取らずに進んでミスするとスタート地点に戻されるため、再度再開する際は必ず取る必要がある。
コンティニュー
スペシャルステージのみ入手できるアイテム。これを取るとコンティニューが1回増え、ゲームオーバー時に回数に限りコンティニューが可能になる。スペシャルステージは8回まで行くことができるため、最大8回まで増やすことができる。

#### ゴールパネル
各ゾーンのアクト1とアクト2をクリアすると、絵が表示される。絵の内容によってボーナスが変わり、リングの時はリングが10個増え、ソニックの時は残り人数が1人増える。また、リングを50個-99個保持した状態でビックリマーク（!）が表示されたときは、スペシャルステージに移動する。ただし、ドクター・エッグマンが表示されたときは外れ扱いとなり、ボーナスは得られない。

### 設定

#### ストーリー
世界最速のハリネズミ"ソニック・ザ・ヘッジホッグ"と動物たちが暮らすサウスアイランドは豊かな自然に恵まれた宝石と遺跡の宝庫であり、全ての生物にエネルギーを与え、科学技術によって核兵器やレーザー兵器に利用できる超物質"カオスエメラルド"が眠る島である。ある日カオスエメラルドを狙うドクター・エッグマンが島に降り立ち、動物たちをカプセルに閉じ込め、自らの思い通りに動くロボットを送り込んだ。ソニックは動物たちを助け出すため駆け出した。

#### ステージ構成
舞台はメガドライブ版と同様に「サウスアイランド」。全6ゾーン・18ステージ。各ゾーンのアクト3のドクター・エッグマンの対決ではリングが1つも無いため、1回でもダメージを受けるとミスになる。なお、ステージに入る画面では“ZONE”の表記は省かれている（例：GREEN HILL）。
GREEN HILL ZONE（グリーンヒルゾーン）
草原のステージ。アクト2では地下の洞窟を進んでいく。メガドライブ版にも同名のステージがあり、唯一メガドライブ版と同じ音楽が流れる。しかし、ステージ構成は異なる。
BRIDGE ZONE（ブリッジゾーン）
湖を舞台に橋を渡っていく。橋が崩れていくものがあるため注意。アクト2では強制スクロールとなる。
JUNGLE ZONE（ジャングルゾーン）
ジャングルを進んでいく。アクト2では滝を上方へ進んでいく。マスターシステム版では一度上に登って落ちてしまうとミスになる。
LABYRINTH ZONE（ラビリンスゾーン）
水没した迷宮を進んでいく。水中では途中で息継ぎをする必要がある。メガドライブ版にも同名のステージがあるが、音楽もステージ構成も異なる。
SCRAP BRAIN ZONE（スクラップブレインゾーン）
エッグマンの基地。アクト2以降では迷路のようになっている。アクト3のドクター・エッグマンの対決はない。LABYRINTH ZONEと同様、メガドライブ版にも同名のステージはあるが、音楽もステージ構成も異なる。
SKY BASE ZONE（スカイベースゾーン）
上空に逃亡したドクター・エッグマンを追う。アクト1では電撃が発生する要塞を進み、アクト2では飛行船に乗り込む。アクト3でドクター・エッグマンとの戦いとなる。アクト2以降はリングが1つも無いため、バリアがない状態でダメージを受けると即ミスになる。

#### スペシャルステージ
ゾーン1-4のアクト1とアクト2でリングを50個-99個でクリアすると、スペシャルステージに行くことができる。舞台は夜空でスプリングや跳ね返される仕掛けがあるステージ。メガドライブ版と違い、カオスエメラルドはスペシャルステージには存在しないため、ボーナスステージ的な扱いになっている。
ステージ中には1UPやスペシャルステージしか存在しないコンティニューのアイテムがあるため、コンティニューを増やす際は取る必要がある。各ステージは制限時間があり、時間がなくなると、今まで集めたリングとコンティニューアイテムが没収されるため、時間内にゴールしなければならない。スコアボーナスは、リング1個につきスペシャルステージに行くたびに100点ずつ増えていき、最大800点ずつになる。

#### ボス
スクラップブレインゾーンにはボスはいないため省略する。
グリーンヒルゾーンのボス
左右に移動して、時々降りてきて突進する。ゲームギア版では画面サイズの関係でボスの位置が低いため、簡単に倒せる。
ブリッジゾーンのボス
3つの足場の間にある穴から出てきて真ん中の足場の方向に拡散する弾を放つ。
ジャングルゾーンのボス
上空から逆アーチ状の足場に転がる爆弾を落とす。爆弾は爆弾同士か爆弾にソニックがぶつかると爆発する。
ラビリンスゾーンのボス
ブリッジゾーンのボスと同じ見た目だが、魚雷を発射してくる。常に水中にいるが、息継ぎをする必要がないため、息切れによるミスはない。
スカイベースゾーンのボス
ゲームギア版とマスターシステム版で若干異なるが、Dr.エッグマンがガラスの中からスイッチを押してソニックにエネルギー弾を撃つのは同じである。
- マスターシステム版

電気の壁が右から左に動き、端に到達すると消える。ある程度攻撃すると放電のタイミングが不規則になる。
- ゲームギア版

下に3つの火炎放射器があり、一定周期で火を出す。

### 移植版
| No. | タイトル                   | 発売日                                    | 対応機種                                                                     | 開発元                  | 販売元 | メディア            | 形式番号                         | 備考                                                     |
| --- | -------------------------- | ----------------------------------------- | ---------------------------------------------------------------------------- | ----------------------- | ------ | ------------------- | -------------------------------- | -------------------------------------------------------- |
| 1   | ソニック・ザ・ヘッジホッグ | 1991年12月28日 1991年12月                 | ゲームギア                                                                   | エインシャント          | セガ   | ロムカセット        | G-3307 2408                      |                                                          |
| 2   | ソニックアドベンチャーDX   | 2003年6月18日 2003年6月19日 2003年6月27日 | ゲームキューブ                                                               | ソニックチーム          | セガ   | 光ディスク          | DOL-P-GXSE DOL-P-GASJ DOL-P-GXSP |                                                          |
| 3   | ソニックアドベンチャーDX   | 2003年12月18日 2004年9月14日 2004年2月6日 | Windows                                                                      | ソニックチーム          | セガ   | CD-ROM ダウンロード | HCJ-0344 SEGA-PC002              |                                                          |
| 4   | ソニック・ザ・ヘッジホッグ | 2008年8月4日 2008年8月5日 2008年9月19日   | Wii(バーチャルコンソール)                                                    | エインシャント          | セガ   | ダウンロード        | -                                | SEGA MASTER SYSTEM版の移植 2015年10月30日 配信・購入終了 |
| 5   | ソニック・ザ・ヘッジホッグ | 2013年6月13日 2013年12月4日               | ニンテンドー3DS(バーチャルコンソール)                                        | エインシャント          | セガ   | ダウンロード        | -                                | ゲームギア版の移植                                       |
| 6   | ソニック・ザ・ヘッジホッグ | 2020年10月6日                             | ゲームギアミクロ ブラック                                                    | エムツー (移植担当企業) | セガ   | プリインストール    | -                                | ゲームギア版の移植                                       |
| 7   | ソニックオリジンズ・プラス | 2023年6月23日                             | Nintendo Switch PlayStation 4 PlayStation 5 Xbox One Xbox Series X/S Windows | Headcannon              | セガ   | ダウンロード        | -                                | ゲームギア版の移植                                       |

## スタッフ
メガドライブ版
- ゲーム・プラン：CAROL YAS（安原広和）
- プログラム：YU2（中裕司）
- キャラクター・デザイン：BIGISLAND（大島直人）
- デザイン：JINYA（石渡爾奈）、PHENIX RIE（小玉理恵子）
- サウンド・プロデュース：中村正人
- サウンド・プログラム：JIMITA（久保田浩）、MACKY（牧野幸文）
- スペシャル・サンクス：峰岸不二男、PAPA

8ビット版
- プログラマー：林忍
- グラフィック・デザイナー：古代彩乃、よのうえたかふみ
- サウンド・プロデューサー：中村正人
- レアレンジング：古代祐三
- スペシャル・サンクス：YOSHIO Y、LUNARIAN SG（新谷憲司）

## 評価

### メガドライブ版
- ゲーム誌『ファミコン通信』のクロスレビューでは8・8・9・8の合計で33点（満40点）でゴールド殿堂入りを獲得[22]、レビュアーからの肯定的な意見としては「斬新なステージ構成や超特急クラスのスクロールなど、ちょっと一瞬、面食らってしまうほどのビックラゲームだ」、「グラフィックのよさは特筆もので、スーパーファミコンに迫る勢いがある」、「シンプルなつくりなのに完成度が高く、プレイヤーを飽きさせないゲーム」、「優れた操作性、アメコミ風の主人公、プレーヤーを飽きさせないフィーチャーとどこをとってもよい」などと評されており、否定的な意見は見られなかった[29]。

- ゲーム誌『メガドライブFAN』の読者投票による「ゲーム通信簿」での評価は以下の通りとなっており、25.81点（満30点）となっている[2]。

| 項目 | キャラクタ | 音楽 | 操作性 | 熱中度 | お買得度 | オリジナリティ | 総合  |
| 得点 | 4.58       | 4.13 | 4.36   | 4.06   | 4.27     | 4.41           | 25.81 |

### 8ビット版
ゲームギア版
ゲーム誌『ファミコン通信』のクロスレビューでは合計で23点（満40点）となっている。

## 後世への影響

### BGM
本作メガドライブ版の音楽を担当した中村正人は、2021年に放映された伊藤園の飲料「お〜いお茶」のテレビCMでDREAMS COME TRUE（ドリカム）が歌唱する曲について、ZONE1のBGM「GREEN HILL ZONE」をベースにして作曲したものであることを明かしている。この曲はドリカムの新曲「次のせ〜の！で – ON THE GREEN HILL – DCT VERSION」として同年7月7日に配信が開始された。なお、同曲の作詞はドリカムのメンバーである吉田美和が手掛けている。同年の9月22日には同曲とヴァーチャルドリカム版「次のせ〜の！で – ON THE GREEN HILL – MASADO & MIWASCO VERSION」がセットで収録されたシングルCDが発売され、ジャケット裏はソニック（モダンソニック）とヴァーチャルドリカムのMASADO、MIWASCOがコラボしたCG画像となっている。
音楽家のフライング・ロータスはレッドブルとのインタビューの中で本作の音楽から影響を受けたことを認めている。またベーシストのサンダーキャットも同インタビューの中で、本作の音楽が人生で初めてのファンクの経験だったと話している。